# Campionati europei di nuoto di fondo 1989
La I edizione dei campionati europei di nuoto di fondo si è disputata a Cittavecchia, in Jugoslavia, il 2 e il 3 settembre 1989.

## Medagliere
| Posizione | Paese          |   |   |   | Totale |
| --------- | -------------- | - | - | - | ------ |
| 1         | Jugoslavia     | 3 | 1 | 2 | 6      |
| 2         | Ungheria       | 1 | 0 | 0 | 1      |
| 3         | Cecoslovacchia | 0 | 2 | 0 | 2      |
| 4         | Paesi Bassi    | 0 | 1 | 1 | 2      |
| 5         | Belgio         | 0 | 0 | 1 | 1      |
| Totale    | Totale         | 4 | 4 | 4 | 12     |

## Risultati

### Uomini
| Evento | Oro         | Perform. | Argento       | Perform. | Bronzo         | Perform. |
| 5 km   | Igor Majcen | 1:09:25  | Jaromír Henyš | 1:10:08  | Arthur de Rouw | 1:10:33  |
| 21 km  | Nace Majcen | 4:52:04  | Michal Špaček | 4:57:23  | Dragan Kvrgić  | 4:59:27  |

### Donne
| Evento | Oro                  | Perform. | Argento         | Perform. | Bronzo             | Perform. |
| 5 km   | Anamarija Petričević | 1:16:15  | Wandy Kater     | 1:20:10  | Tanja Godina       | 1:20:12  |
| 21 km  | Rita Lazar           | 5:27:07  | Diana Simonović | 5:31:35  | Annemie Landmeters | 5:37:57  |